# Instituto Bíblico y Oriental
El Instituto Bíblico y Oriental (IBO) es una institución cultural con sede en la ciudad de León (España). Dedicada a la investigación y divulgación de las culturas del Oriente Próximo y de la Biblia, se compone de un Museo, biblioteca y centro de enseñanza. Asimismo, desarrolla actividades investigadoras, destacando las excavaciones arqueológicas que desarrolla en Jerusalén e Irak.
Si bien la sede central se ubica en la ciudad de León, cuenta con centros de enseñanza en Cistierna, Valladolid, donde opera conjuntamente con el Estudio Teológico Agustiniano, Madrid, Santiago de Compostela, La Coruña, Vitoria y Pamplona. Recientemente se ha internacionalizado, comenzando a impartir clases en el Mexican American Catholic School de San Antonio, Texas.

## Historia
La creación del Instituto Bíblico y Oriental se debe al empeño del sacerdote leonés Jesús García Recio, discípulo del asiriólogo y jesuita holandés Juan Jacobo Adriano Van Dijk, quien a su muerte le legó su excepcional colección de piezas y libros sobre Mesopotamia. Sin embargo, no será hasta 2003 cuando se ponga en marcha el Instituto, con unos modestos inicios en los que se impartían las clases en el Centro Cultural Santa Nonia de Caja España. Gracias al mecenazgo de Caja España y de David Álvarez, presidente del Grupo Eulen, finalmente se pudo concretar una ayuda financiera estable que permitiese la apertura de una sede permanente para el IBO.
La sede actual, ubicada en el complejo de edificios adyacentes a la Basílica de San Isidoro, fue inaugurada el 11 de marzo de 2009 por la reina Sofía de Grecia.

## Museo

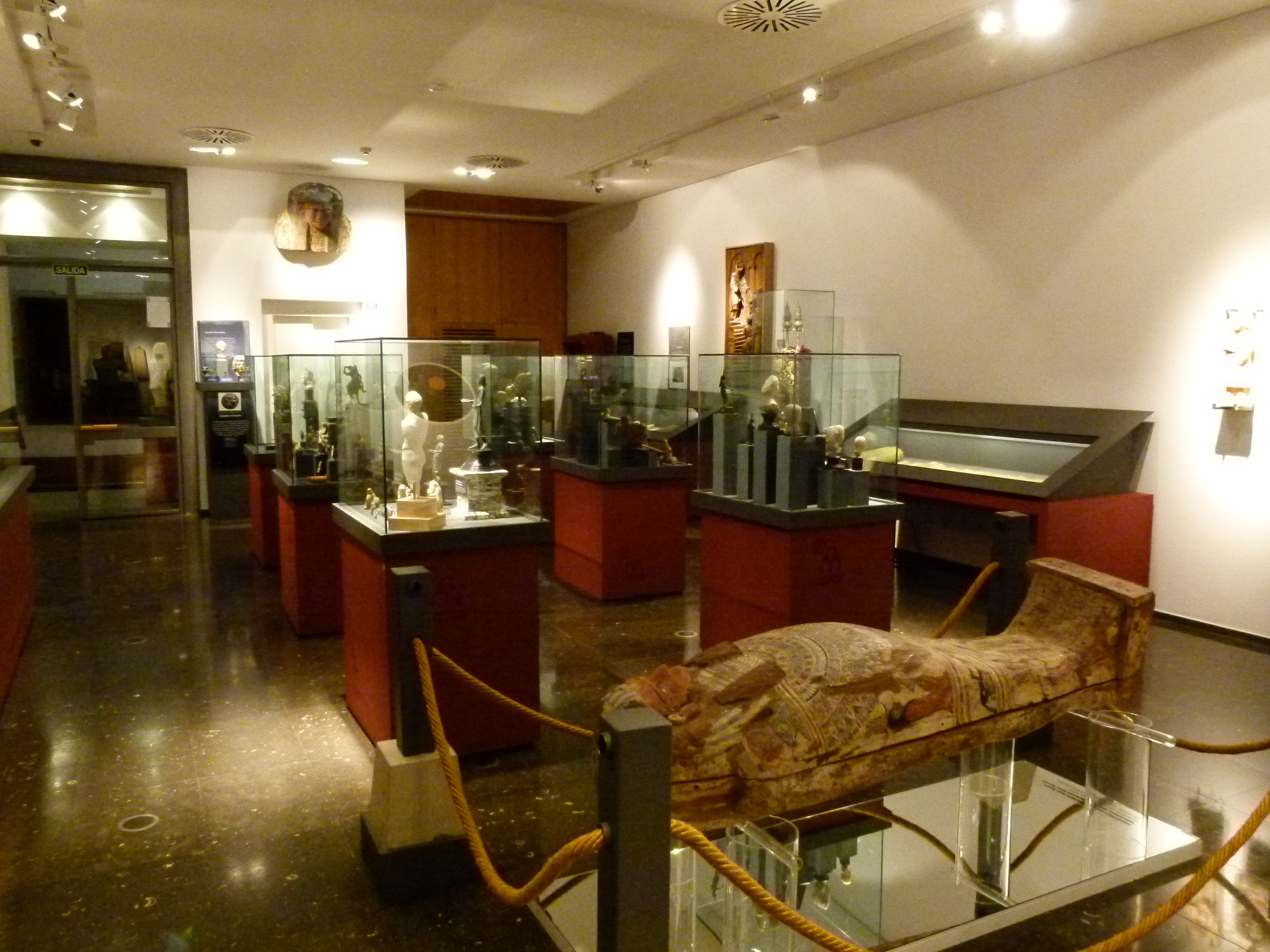
Vista general de la sala principal del Museo Bíblico y Oriental.

Con más de 3.000 piezas expuestas, el fondo se nutre de varias colecciones privadas, entre las que destacan el fondo Van Dijk. En marzo de 2012, con motivo de su tercer aniversario, se anunció que más de 27.500 personas habían visitado el Museo.
El acervo del museo es muy heterogéneo, abarcando piezas que van desde el Neolítico mesopotámico (7.000 a. C.) hasta el siglo XX. Destaca la colección de asiriología, quizá la mejor de España, con casi dos decenas de tablillas cuneiformes expuestas que van desde el 3.500 hasta el 500 a. C. Asimismo, en sus vitrinas puede contemplarse una interesante colección de piezas procedentes de Egipto, Mesopotamia, Etiopía, Israel o la India.

## Biblioteca
La biblioteca del Instituto Bíblico y Oriental cuenta con más de 10.000 volúmenes, destacando obras como una de las primeras ediciones de la Description de l'Egypte, de época napoleónica, o la Biblia políglota de Benito Arias Montano.

## Actividad docente
El IBO realiza cada año académico gran cantidad de cursos, destacando los de lenguas orientales por su gran número, junto con los de temas bíblicos e históricos. También son frecuentes las sesiones de conferencias relacionadas con las materias que se estudian en el centro.

### Profesores ilustres
En las aulas del Instituto Bíblico y Oriental han impartido clase eminentes especialistas españoles y extranjeros del ámbito de los estudios orientales:
- Felipe Sen Montero, egiptólogo.
- Eutimio Martino Redondo, filósofo e historiador.
- Florentino Díez Fernández, arqueólogo y biblista.

## Excavaciones arqueológicas
El IBO desarrolla, además, excavaciones arqueológicas en el Oriente Próximo. La primera de ellas, ya terminada, se desarrolló en Jerusalén, donde se estudió el Gólgota dentro de la Basílica del Santo Sepulcro. Actualmente, se han puesto en marcha trabajos de investigación en la Iglesia de San Pedro in Galli Cantu, en Jerusalén, y en Irak.